# ديفيد ماكاي
ديفيد ماكاي (بالإنجليزية: David Mackay)‏ هو مهندس معماري بريطاني، ولد في 25 ديسمبر 1933 في إيستبورن في المملكة المتحدة، وتوفي في 12 نوفمبر 2014 في برشلونة في إسبانيا.